# 利斯河 (莱永河支流)
利斯河（法語：Lys，法語發音：[lis]）是法国卢瓦尔河地区大区曼恩-卢瓦尔省的河流，是莱永河的左支流，长30.1千米。